# Upper Halliford
Upper Halliford – wieś w Anglii, w hrabstwie Surrey, w dystrykcie Spelthorne. Leży 25 km na południowy zachód od centrum Londynu.